# Gelis micariae
Gelis micariae är en stekelart som först beskrevs av Howard 1892.  Gelis micariae ingår i släktet Gelis och familjen brokparasitsteklar. Inga underarter finns listade i Catalogue of Life.